# Подлески (Хмельницкая область)
Подле́ски (укр. Підліски; до 2016 г. Ле́нинское, укр. Ленінське) — село в Теофипольском районе Хмельницкой области Украины.
Население по переписи 2001 года составляло 110 человек. Почтовый индекс — 30634. Телефонный код — 3844. Занимает площадь 0,368 км². Код КОАТУУ — 6824781503.

## Местный совет
30634, Хмельницкая обл., Теофипольский р-н, с. Гавриловка, ул. Ленина